# Abchasische Fußballauswahl
Die abchasische Fußballauswahl ist die „Fußballnationalmannschaft“ von Abchasien. Sie ist weder Mitglieder der FIFA noch der UEFA und kann daher nicht an der Fußball-Weltmeisterschaft oder der Fußball-Europameisterschaft teilnehmen.
Die Mannschaft nahm an der ersten CONIFA-Weltfußballmeisterschaft 2014 in Schweden teil und beendete das Turnier auf Platz 8 (von 12).

## Bisherige Länderspiele
| Datum                                                                     | Ort                       | Spielstätte          | Wettbewerb                                         | Gegner          | Ergebnis (1)   |
| ------------------------------------------------------------------------- | ------------------------- | -------------------- | -------------------------------------------------- | --------------- | -------------- |
| 25. September 2012                                                        | Sochumi, Abchasien        | Stadion der Republik | Freundschaftsspiel                                 | Republik Arzach | 1:1            |
| 21. Oktober 2012                                                          | Stepanakert, Bergkarabach | Stadion der Republik | Freundschaftsspiel                                 | Republik Arzach | 0:3            |
| 23. September 2013                                                        | Sochumi, Abchasien        | Stadion der Republik | Freundschaftsspiel                                 | Südossetien     | 3:0            |
| 1. Juni 2014                                                              | Östersund, Schweden       | Jämtkraft Arena      | ConIFA World Football Cup 2014 – Gruppenphase      | Okzitanien      | 1:1            |
| 2. Juni 2014                                                              | Östersund, Schweden       | Jämtkraft Arena      | ConIFA World Football Cup 2014 – Gruppenphase      | Sápmi           | 2:1            |
| 4. Juni 2014                                                              | Östersund, Schweden       | Jämtkraft Arena      | ConIFA World Football Cup 2014 – Viertelfinale     | Südossetien     | 0:0, 0:2 i. E. |
| 5. Juni 2014                                                              | Östersund, Schweden       | Jämtkraft Arena      | ConIFA World Football Cup 2014 – Platzierungsrunde | Padanien        | 3:3, 2:4 i. E. |
| 7. Juni 2014                                                              | Östersund, Schweden       | Jämtkraft Arena      | ConIFA World Football Cup 2014 – Platzierungsrunde | Okzitanien      | 0:1            |
| 19. März 2015                                                             | Sochumi, Abchasien        | Stadion der Republik | Freundschaftsspiel                                 | Lugansk         | 1:0            |
| 14. Mai 2015                                                              | Sochumi, Abchasien        | Stadion der Republik | Freundschaftsspiel                                 | Donezk          | 1:0            |
| (1) In der Ergebnisspalte wurden die Tore Abchasien stets zuerst genannt. |                           |                      |                                                    |                 |                |